# Lars Fält
Lars Olof Fält, född den 14 december 1945, är en svensk militär, överlevnadsexpert och författare. Fält är även den som tog initiativ till grundandet av Försvarsmaktens överlevnadsskola (FÖS) 1989, och han var även skolans första chef.
Fält växte upp i Malmö, hans far omkom i en motorcykelolycka innan han föddes. Efter värnplikten bosatte sig Fält i Kiruna och arbetade som befäl vid Arméns jägarskola. Efter tiden i Kiruna flyttade Fält till Karlsborg och blev befäl vid Fallskärmsjägarskolan innan han tog initiativ till grundandet av Försvarsmaktens överlevnadsskola. Fält är utbildad överlevnadsinstruktör vid det engelska specialförbandet Special Air Service (SAS) samt amerikanska Special Forces.
Genom sina erfarenheter och sin kunskap är Fält en erkänd auktoritet inom överlevnadskunskap och friluftsliv, och han har givit ut ett antal böcker inom de båda områdena. Fält har även haft ett flertal samarbeten med företag som tillverkar och säljer utrustning och kläder för friluftsliv, till exempel handsktillverkaren Hestra och knivtillverkaren Casström.